# Nakamura Aoi
Nakamura Aoi (Hán tự: 中村蒼, Bình giả danh: なかむら あおい, Hán-Việt: Trung Thôn Thương) sinh ngày 4/3/1991 tại Fukuoka, Nhật Bản, là nam diễn viên người Nhật.

## Tiểu sử
Nakamura đóng vai Hibiki Akagi trong Boys Esté, và xuất hiện trong Perfect Blue, một bộ phim truyền hình dựa trên cuốn tiểu thuyết của Miyabe Miyuki. Nakamura cũng vào vai nam trong Paranormal Activity 2: Tokyo Night.

## Các tác phẩm tham gia

### Phim điện ảnh
- Koizora (Sky of Love) (2007)
- 108 (2008)
- Beck (2010)
- Perfect Blue (2010)
- Ohoku (The Lady Shogun and Her Men) (2010)
- Paranormal Activity 2: Tokyo Night (2010)
- Sabi Otoko Sabi Onna (Quirky Guys and Gals) (2011)
- Kimi to Boku (Everlasting Heart) (2011)
- My Back Page (2011)
- Ike! Danshi Koko Engekibu (Go! Boys' School Drama Club) (2011)
- Hara ga Kore Nande (Mitsuko Delivers) (2011)
- Byakotai (2013)
- Kiyoku Yawaku (Clean Tender) (2013)
- Tokyo Nanmin (Refugee in Tokyo) (2013)

### Phim truyền hình
- Boys Este (TV Tokyo, 2007)
- Shinigami no Ballad. (Momo the Girl God of Death) (TV Tokyo, 2007)
- Gakko ja Oshierarenai! (Things You Can't Learn in School!) (NTV, 2008)
- Q.E.D. Shomei Shuryo (Q.E.D. The Proven End) (NHK, 2009)
- Angel Bank ~Tenshoku Dairinin~ (Angel Bank: Career Changing Agent) (TV Asahi, 2010)
- Propose Kyoudai ~Umare Junbetsu Otoko ga Kekkon Suru Houhou~ (Propose Brothers: How to Get a Man to Marry) (Fuji TV, 2011)
- Hanazakari no Kimitachi e (For You in Full Blossom) (2011 Edition) (Fuji TV, 2011)
- Legal High (Fuji TV, 2012)
- Iki Mo Dekinai Natsu (Breathless Summer) (Fuji TV, 2012)

### Video âm nhạc
- Harebare (Cheerful) (2backka) (2009)